# Untersteinbach (Pfreimd)
Untersteinbach ist ein Ortsteil der Stadt Pfreimd im Oberpfälzer Landkreis Schwandorf (Bayern).

## Geografie
Untersteinbach liegt auf dem Westufer der Naab an der Bahnstrecke Regensburg–Weiden. Von Untersteinbach nach Pfreimd führt eine Brücke über die Naab. Im südlichen Ortsteil von Untersteinbach befindet sich der Haltepunkt Pfreimd. Mitten durch Untersteinbach fließt der Kulmbach von Westen her kommend und mündet am östlichen Ortsrand in die Naab. Am nordwestlichen Ortsrand von Untersteinbach erhebt sich der 517 Meter hohe Eixlberg mit der Wallfahrtskirche St. Barbara. Untersteinbach liegt 1,2 Kilometer südwestlich von Pfreimd, 1,6 Kilometer südöstlich der Bundesautobahn 6 und 1,6 Kilometer westlich der Bundesautobahn 93.

## Geschichte

### Früh- und Vorgeschichte
Die Gegend um Untersteinbach und Iffelsdorf ist bereits seit 12.000 v. Chr. besiedelt. Dies belegen archäologische Funde aus der Mittelsteinzeit, der Jungsteinzeit, der Bronzezeit, der Hallstattzeit und der Latènezeit.  Zwischen Iffelsdorf und Untersteinbach auf dem westlichen Naabufer wurden Pfeilspitzen, Klingen, Beile, Schaber und Stichel gefunden. Bei Iffelsdorf wurden ein Spitznackbeil, mehrere Urnen mit beigegebenen verzierten Kleingefäßen und zahlreiche Scherben gefunden. Außerdem existieren in der Umgebung von Iffelsdorf und Untersteinbach Spuren von Hügelgräbern, Ringwallanlagen und in einem der Ringwälle Spuren des Bodens eines vorgeschichtlichen Hauses. Die Funde bezeugen eine Besiedelung durch Kelten in der Mitte des 1. Jahrhunderts v. Chr. und durch eine vorgermanische Bevölkerung. Am Nordwestrand von Untersteinbach gibt es eine Siedlung der Urnenfelder- und der Hallstattzeit mit der Denkmalnummer D-3-6538-0030 und eine Mesolithische Freilandstation mit der Denkmalnummer D-3-6538-0021.

### 12. bis 18. Jahrhundert
Diepold III. von Vohburg gründete 1118 das Kloster Reichenbach am Regen und 1133 das Kloster Waldsassen. Bereits 1118 wurde (Ober- und Unter-)Steinbach als zum nördlichen Teil des Besitzes des Klosters Reichenbach gehörig erwähnt.
1352 kaufte Landgraf Ulrich II. Untersteinbach vom Kloster Waldsassen.
Im 1372 gab es ein Gericht in Pfreimd, zu dem die Ortschaften Iffelsdorf, Untersteinbach und Döllnitzmühle gehörten. Den Landgrafen von Leuchtenberg stand hier die Niedergerichtsbarkeit zu. Im Heidelberger Vertrag von 1546 wurde ihnen auch die Halsgerichtsbarkeit verliehen und von Kurfürst Friedrich II. von der Pfalz ausdrücklich anerkannt. Daraus ging das bis 1803 bestehende Stadtrichteramt Pfreimd hervor, zu dem Pfreimd, Iffelsdorf, Untersteinbach und Döllnitzmühle gehörten.
1518 wurde erstmals eine Mühle in Untersteinbach schriftlich erwähnt. Ihr Besitzer war der landgräfliche Rat und Hofmeister Hans Friedrich von Kürmreuth.
Im 16. Jahrhundert gehörten zum Stadtrichteramt Pfreimd außerhalb von Pfreimd insgesamt 30 Anwesen, davon
- 1 Mühle in Döllnitzmühle,
- 4 Höfe, 9 Güter und 3 Gütlein in Iffelsdorf,
- 3 Höfe, 1 Höflein, 3 Güter, 5 Gütlein und eine Mühle in Untersteinbach.[11]

1605 wurde mit großen Anstrengungen eine stabile Brücke über die Naab gebaut, die Untersteinbach mit Pfreimd verband. Für den Bau der Brücke zahlten die Untersteinbacher 28 Gulden 30 Kreuzer Arbeitslohn. Sie bestand bis 1633. Vorher und nachher gab es nur Stege, die über die Naab führten und im Winter bei Eisgang eingezogen wurden. 1633 wurde diese Brücke bei einem Angriff des schwedischen Heeres von den eigenen Bürgern wieder zerstört, um Pfreimd vor den Feinden zu retten. Es nutzte jedoch nichts und Pfreimd wurde trotzdem von den Schweden erobert, geplündert und zerstört. 1668 wurden Versuche unternommen, wieder eine Brücke zu errichten, zumal die Kinder von Iffelsdorf und Untersteinbach nach Pfreimd zur Schule gingen und auch Wallfahrten von Pfreimd zur Barbarakirche auf dem Eixlberg stattfanden. Alle diese Versuche scheiterten jedoch an Geldmangel und fehlendem Interesse der staatlichen Organe in München.
1631 wurden bei einer Musterung zur Rekrutierung von Verteidigungskräften gegen die Schweden in Untersteinbach 2 Musketiere und 7 Hauswehrmänner registriert.
1667 verlieh Herzog Maximilian Philipp, Landgraf von Leuchtenberg einem Hans Leonhard Zeller zwei Höfe in Untersteinbach als Erb- und Beutellehen. Zeller entrichtete Schießzeug und 5 Reichstaler, deshalb wurde sein Landsassengut den Ritterlehen gleichgestellt. Rudolf Georg Heinrich Baron von Griesbeck folgte Leonhard Zeller als Besitzer von Untersteinbach.

### 19. und 20. Jahrhundert
Anfang des 19. Jahrhunderts hatte Untersteinbach 27 Anwesen, darunter eine Mühle. Es hatte einen Weber, einen Schneider und ein Hirtenhaus. Weitere 8 Anwesen gehörten zum Landsassengut Untersteinbach, darunter ein Schloss und Hofgebäude.
1808 begann in Folge des Organischen Ediktes des Innenministers Maximilian von Montgelas in Bayern die Bildung von Gemeinden. Dabei wurde das Landgericht Nabburg zunächst in landgerichtische Obmannschaften geteilt. Untersteinbach kam zur Obmannschaft Iffelsdorf. Zur Obmannschaft Iffelsdorf gehörten: Iffelsdorf, Untersteinbach, Haindorf, Obersteinbach, Fraunberg, Ragenhof, Friedersdorf, Nessating, Döllnitz, Döllnitzmühle und Eixlberg.
1811 wurden in Bayern Steuerdistrikte gebildet. Dabei kam Untersteinbach zum Steuerdistrikt Iffelsdorf. Der Steuerdistrikt Iffelsdorf bestand aus den beiden Dörfern Iffelsdorf und Untersteinbach, der Einöde Ziegelhütte, der Wallfahrtskirche St. Barbara auf dem Eixlberg und den Staatswaldungen Eixlberg und Künstlberg, der Pfreimder Kirchwaldung im Kulm und dem Nabburger Spitalholz. Er hatte 43 Häuser, 285 Seelen, 160 Morgen Äcker, 60 Morgen Wiesen, 550 Morgen Holz, 2 Weiher, 20 Morgen öde Gründe und Wege, 4 Pferde, 60 Ochsen, 36 Kühe, 30 Stück Jungvieh, 80 Schafe und 36 Schweine.
Schließlich wurde 1818 mit dem Zweiten Gemeindeedikt die übertriebene Zentralisierung weitgehend rückgängig gemacht und es wurden relativ selbständige Landgemeinden mit eigenem Vermögen gebildet, über das sie frei verfügen konnten. Hierbei kam Untersteinbach zur Ruralgemeinde Iffelsdorf. Die Gemeinde Iffelsdorf bestand aus den Ortschaften Iffelsdorf mit 27 Familien, Untersteinbach mit 26 Familien, Ziegelhütte mit 1 Familie, Eixlberg mit 1 Familie, Fraunberg mit 6 Familien, Ragenhof mit 8 Familien und Obersteinbach mit 8 Familien und Pfreimd-Bahnhof.
Untersteinbach gehörte zunächst zum Stadtrichteramt Pfreimd. Sein Gerichtssitz war Nabburg. 1827 hatte es 6 Gerichtsholde: Den Tagelöhner Anton Inzelsberger, den Zimmermann Johann Steinl, Johann Inzelsberger, den Bauer Jacob Scharner, den Schneider und Ziegler Leonard Erwenz, den Tagelöhner Georg Reichl. Besitzer von Untersteinbach war zu jener Zeit Wilhelm Reiser. Ihm genehmigte 1626 das Staatsministerium des Innern die Bildung eines Patrimonialgerichtes II. Klasse zu Untersteinbach. Dessen Gerichtsbarkeit ruhte jedoch, solange sein Besitzer kein Adeliger war. 1834 ging das Gericht an den Staat über und 1835 wurden die Gerichtsholden vom Landgericht Nabburg übernommen.
1863 wurde die Eisenbahnlinie Schwandorf–Weiden gebaut. Sie verläuft auf dem Westufer der Naab. Entsprechend lag der Bahnhof Pfreimd in Untersteinbach auf dem Westufer der Naab. Nun wurde doch eine eiserne Straßenbrücke über die Naab gebaut. 1920 verkehrte 6-mal täglich eine Postkutsche zwischen dem Bahnhof Pfreimd in Untersteinbach und der 1,5 Kilometer entfernten Ortschaft Pfreimd.
1972 wurde die Gemeinde Iffelsdorf in die Gemeinde Pfreimd eingegliedert.
Untersteinbach gehört zur Pfarrei Pfreimd. 1997 hatte Untersteinbach 330 Katholiken.

## Einwohnerentwicklung ab 1631
| Jahr | Einwohner   | Gebäude |
| ---- | ----------- | ------- |
| 1631 | 130*        | 25*     |
| 1650 | 110*        | 23*     |
| 1715 | 250*        | 38*     |
| 1800 | 275*        | 46*     |
| 1819 | 26 Familien | k. A.   |
| 1828 | 162         | 23      |
| 1835 | 153         | 23      |
| 1838 | 153         | 23      |
| 1860 | 175         | 23      |
| 1864 | 176         | 46      |
| 1875 | 216         | 93      |

| Jahr | Einwohner | Gebäude |
| ---- | --------- | ------- |
| 1885 | 245       | 36      |
| 1900 | 254       | 34      |
| 1913 | 274       | 34      |
| 1925 | 243       | 35      |
| 1950 | 282       | 41      |
| 1961 | 247       | 45      |
| 1964 | 247       | 45      |
| 1970 | 239       | k. A.   |
| 1987 | 365       | 95      |
| 2011 | 289       | k. A.   |

 * in den Jahren 1631 bis 1800 zusammen mit Iffelsdorf, der Anteil von Untersteinbach beträgt etwa 60 %.

## Tourismus
Durch Untersteinbach führen der Naabtal-Radweg und der Pfreimdtal-Radweg. Mehrere Wanderwege führen von Untersteinbach auf den Eixlberg. Neben der Wallfahrtskirche und der Lorettokapelle gibt es dort das ehemalige Mesnerhaus. Dieses diente bis in das 20. Jahrhundert verschiedenen Eremiten als Wohnhaus. In seinem Erdgeschoss befinden sich ein Restaurant und Wanderheim. Außerdem beginnt am Haltepunkt Pfreimd der Fernwanderweg Pfreimd–Trausnitz.

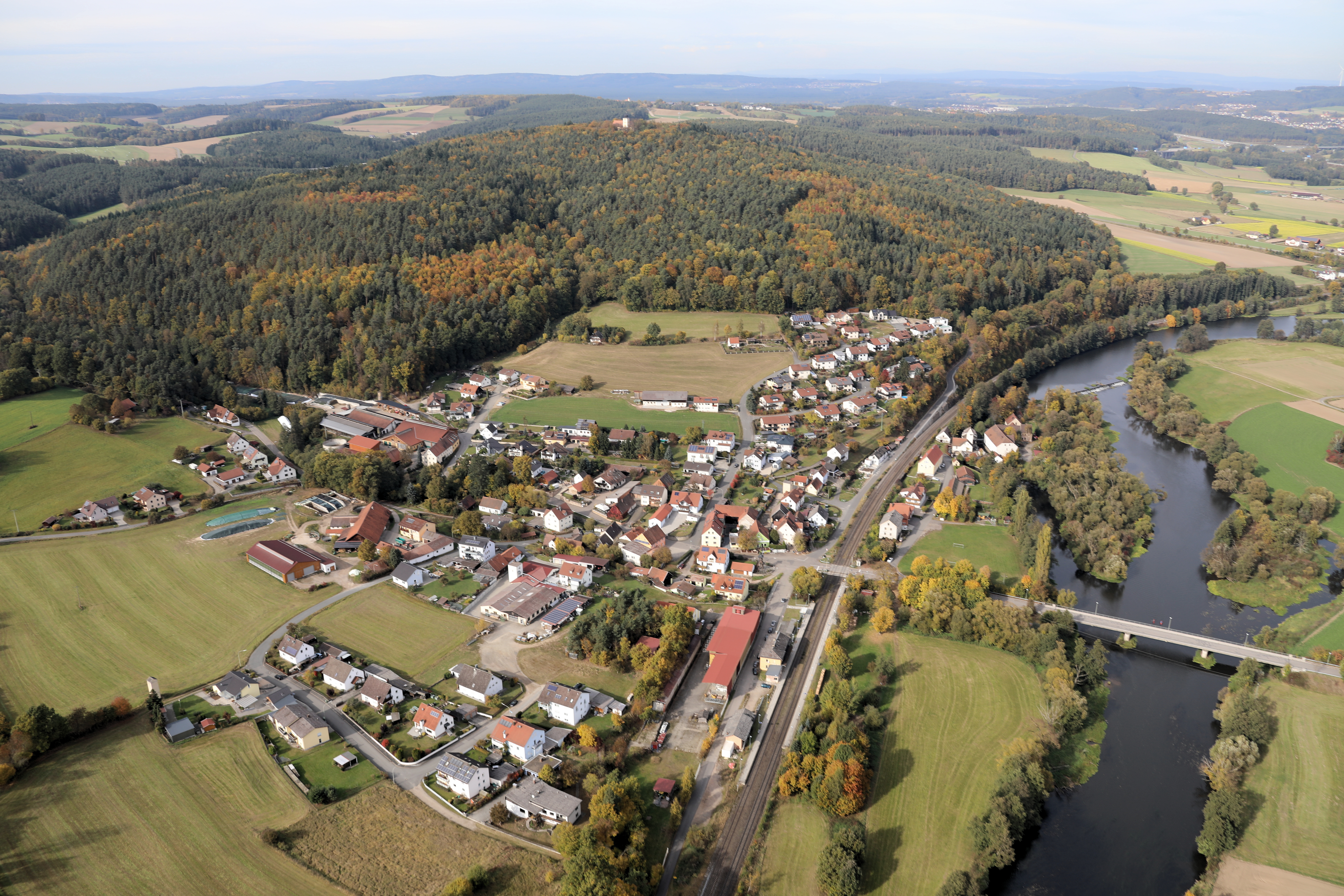
Untersteinbach (2021)
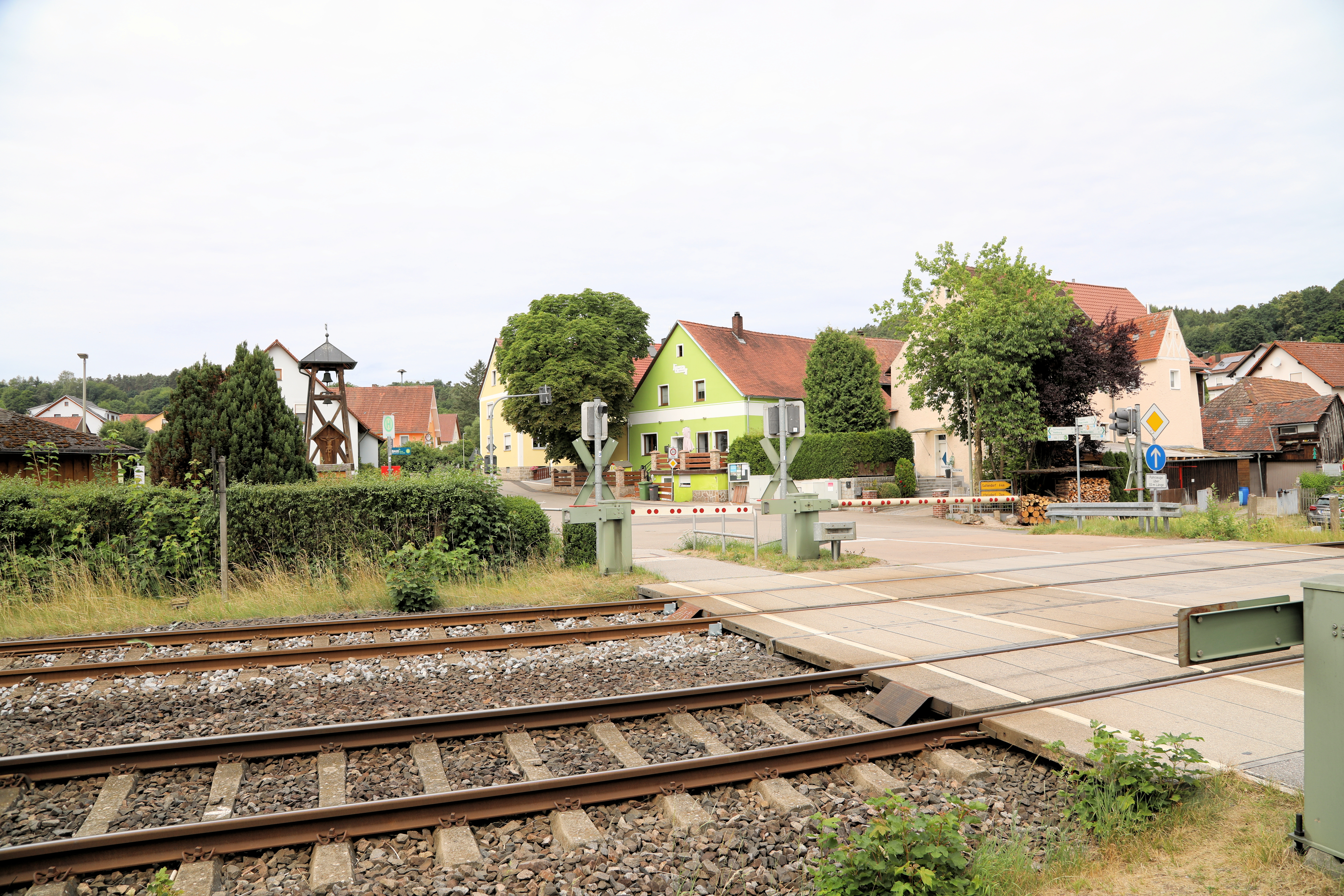
Bahnübergang in Untersteinbach (2022)
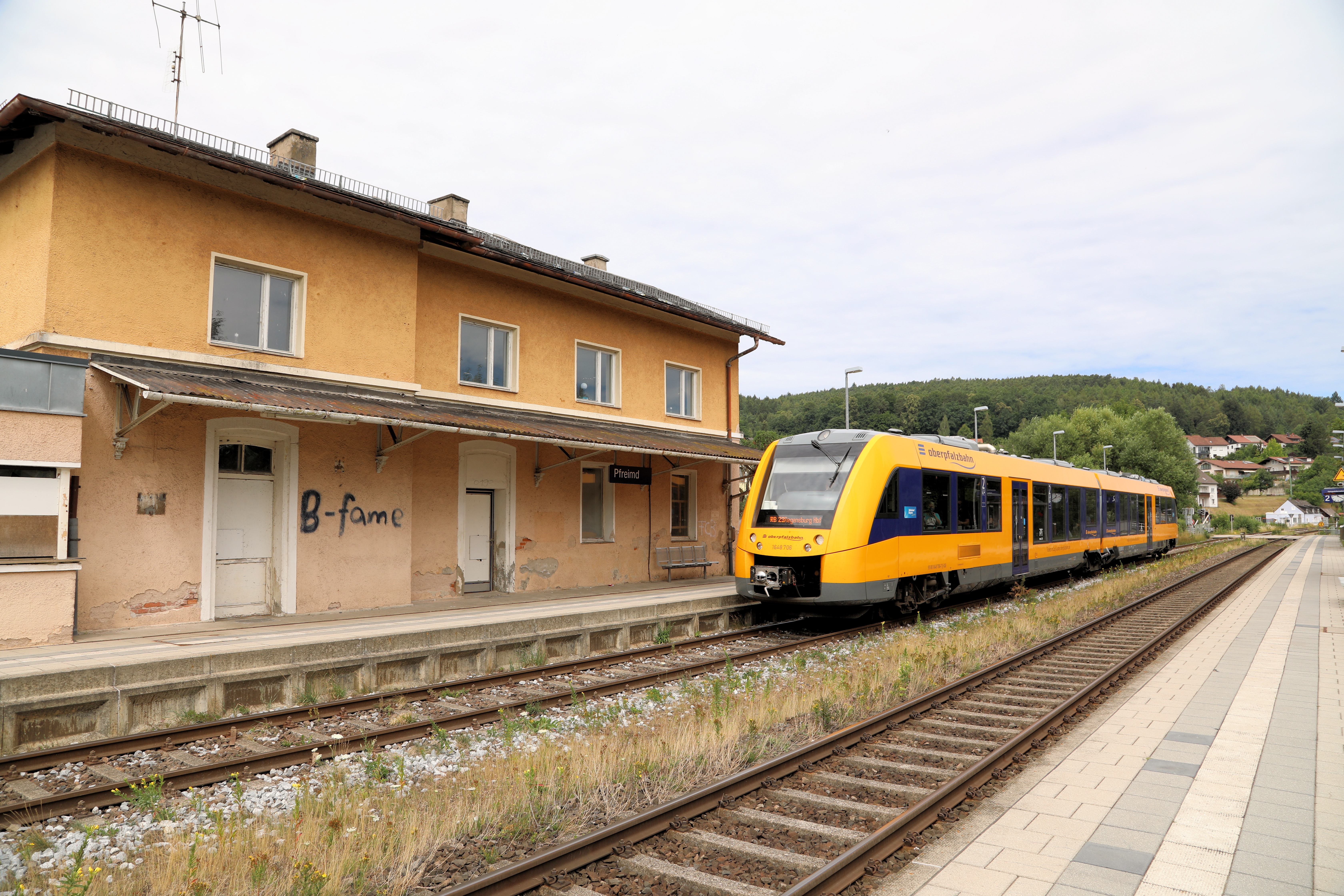
„Bahnhof Pfreimd“ in Untersteinbach (2022)
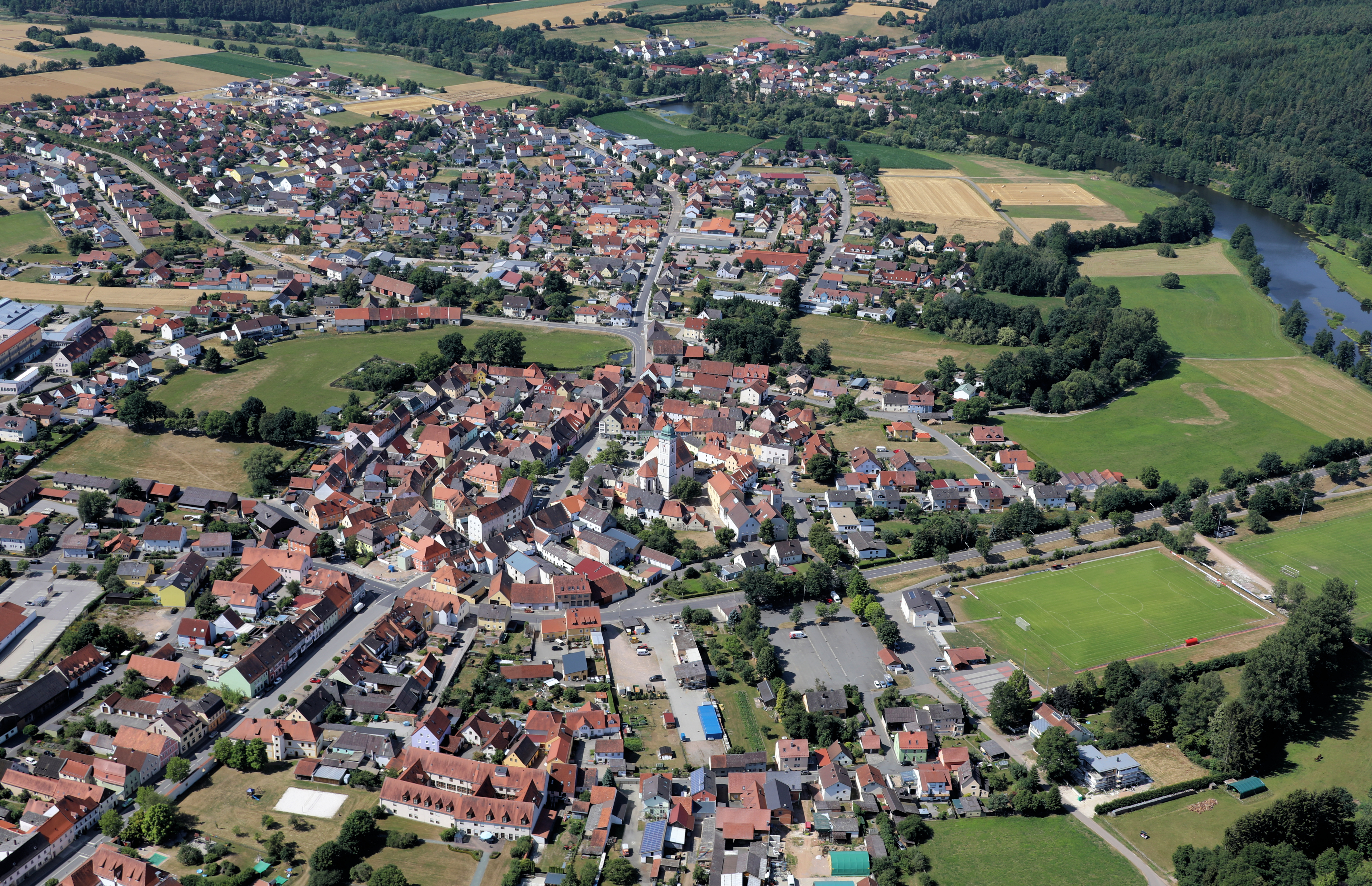
Blick über Pfreimd nach Untersteinbach (2022)